# 巴舒亞·堪菲斯
巴舒亞·堪菲斯（英語：Bashir Humphreys；2003年3月15日—）是一名英格蘭職業足球員，司職後衛，現效力於英超球會般尼，並代表英格蘭U21参加國際比賽。

## 球會生涯
堪菲斯於英格蘭出生，並於雷丁的青訓學院開始足球生涯。他於2017年離開雷丁後曾短暫參與草根足球，及後於同年加盟英超球會車路士，效力球會的U15梯隊。
堪菲斯在2021年10月與車路士簽下首張職業合約，及後於2022年2月續約。
2022年12月27日，堪菲斯於在對陣般尼茅夫的英超比賽中首次被列入比賽名單，但並未上陣。
2023年1月8日，堪菲斯於對陣曼城的足總盃比賽中上演生涯地標戰，為球隊正選上陣。他於同年1月27日被外借到德乙球會至季尾。
2023年9月1日，車路士宣布與堪菲斯簽下一紙為期四年的新合約，附帶續約一年選項。他在續約後隨即被外借到英冠球會史雲斯，為期一季。同年10月5日，他在對陣諾域治的英冠比賽中射入職業生涯首個入球，協助球隊以2–1勝出。
2024年8月21日，堪菲斯被外借到英冠球會般尼，為期一季，並設有買斷條款。同年9月14日，他在作客列斯聯的1-0勝仗中完成地標戰，但他在比賽第98分鐘被罰第二張黃牌而被逐。

## 國際賽生涯
堪菲斯曾代表英格蘭的U16、U19及U20青年隊，並曾於2022年協助英格蘭U19贏得當屆歐洲U-19足球錦標賽。
2023年3月22日，堪菲斯首次代表英格蘭U20，協助球隊以2-0擊敗德國。同年5月，堪菲斯入選英格蘭的2023年國際足總U-20世界盃參賽名單。他於對陣烏拉圭的分組賽賽事中入球，協助球隊以3-2勝出。

## 生涯統計

### 球會
最後更新：2024年5月4日
| 效力球會       | 球季     | 聯賽     | 聯賽 | 聯賽 | 國家盃賽 | 國家盃賽 | 聯賽盃賽 | 聯賽盃賽 | 其他 | 其他 | 總計 | 總計 |
| 效力球會       | 球季     | 聯賽     | 上陣 | 入球 | 上陣     | 入球     | 上陣     | 入球     | 上陣 | 入球 | 上陣 | 入球 |
| -------------- | -------- | -------- | ---- | ---- | -------- | -------- | -------- | -------- | ---- | ---- | ---- | ---- |
| 車路士U23      | 2021–22  | —        | —    | —    | —        | —        | —        | —        | 1    | 0    | 1    | 0    |
| 車路士U23      | 2022–23  | —        | —    | —    | —        | —        | —        | —        | 3    | 0    | 3    | 0    |
| 車路士         | 2022–23  | 英超     | 0    | 0    | 1        | 0        | 0        | 0        | 0    | 0    | 1    | 0    |
| （外借）       | 2022–23  | 德乙     | 12   | 0    | 1        | 0        | —        | —        | 0    | 0    | 13   | 0    |
| 史雲斯（外借） | 2023–24  | 英冠     | 24   | 1    | 2        | 0        | 0        | 0        | —    | —    | 26   | 1    |
| 般尼（外借）   | 2024–25  | 英冠     | 12   | 0    | 0        | 0        | 1        | 0        | —    | —    | 13   | 0    |
| 生涯總計       | 生涯總計 | 生涯總計 | 48   | 1    | 4        | 0        | 2        | 0        | 4    | 0    | 58   | 1    |

1. 1 2  於英格蘭足球聯賽錦標賽賽事上陣。

## 榮譽
英格蘭U19
- 歐洲U-19足球錦標賽：2022（英语：2022 UEFA European Under-19 Championship）